# Resultados do Carnaval de São Paulo em 1996
Esta página contém os resultados do Carnaval de São Paulo em 1996.

## Escolas de samba

### Grupo Especial
Os desfiles do Grupo Especial ocorreram no dia 17 de fevereiro de 1996 no sambódromo do Anhembi. Finalmente, o Anhembi estava pronto, com sua arquibancada monumental e suas torres de jurados. Vai-Vai, com seu belíssimo samba, fez um desfile mágico ao amanhecer e sagrou-se campeã, seguida pela Rosas de Ouro, que esbanjou luxo para homenagear os Correios. Por outro lado, houve a  primeira queda do Camisa Verde e Branco, que amargou um 9º lugar, resultado de um desfile problemático que resultou em um estouro do tempo.
Ordem de Desfile
| Sábado (17/02/1996) |
| 1. Tom Maior 2. Unidos do Peruche 3. Mocidade Alegre 4. X-9 Paulistana 5. Gaviões da Fiel 6. Nenê de Vila Matilde 7. Rosas de Ouro 8. Vai-Vai 9. Pérola Negra 10. Camisa Verde e Branco |

Classificação
| Legenda: Campeã Rebaixada |

| Col. | Escola                | Enredo                                    | Pontos |
| ---- | --------------------- | ----------------------------------------- | ------ |
| 1    | Vai-Vai               | A Rainha, a Noite Tudo Transforma         | 295,50 |
| 2    | Rosas de Ouro         | Uma Janela Para o Mundo                   | 294,00 |
| 3    | Mocidade Alegre       | Uma História de Luxúria e Vaidade         | 289,00 |
| 4    | Gaviões da Fiel       | Quem Viver Verá o Vinte Virar             | 284,00 |
| 5    | Unidos do Peruche     | A Cor do Pecado - O Chocolate             | 284,00 |
| 6    | Nenê de Vila Matilde  | Comunicação - Taí a Informação            | 283,00 |
| 7    | X-9 Paulistana        | Paz e Amor... Bicho                       | 282,50 |
| 8    | Tom Maior             | A Vida Por um Fio                         | 273,00 |
| 9    | Camisa Verde e Branco | Loucos da Corte, Muito Além da Inspiração | 270,50 |
| 10   | Pérola Negra          | Navegar é Preciso                         | 262,50 |

### Grupo 1
Classificação
| Legenda: Promovida Rebaixada |

| Col. | Escola                  | Enredo                                                | Pontos |
| ---- | ----------------------- | ----------------------------------------------------- | ------ |
| 1    | Leandro de Itaquera     | 300 Anos de Zumbi, a Festa é Nossa                    | 298,00 |
| 2    | Águia de Ouro           | Paulista, Eu Te Amo                                   | 290,50 |
| 3    | Barroca Zona Sul        | O Pão Nosso de Cada Dia                               | 281,50 |
| 4    | Acadêmicos do Tucuruvi  | Água Viva                                             | 277,50 |
| 5    | Morro da Casa Verde     | Abata - Caminhada de uma Raça                         | 274,00 |
| 6    | Imperador do Ipiranga   | Tem Muito Cacique Sem Curso de Índio                  | 274,00 |
| 7    | Colorado do Brás        | Ao Mestre com Carinho, "Geraldo Filme"                | 260,50 |
| 8    | Primeira da Aclimação   | Primaveras                                            | 260,00 |
| 9    | Combinados de Sapopemba | Extra! Extra! O Rei das Bancas Chegou                 | 257,50 |
| 10   | Flor da Vila Dalila     | Conto, Encanto e Desencanto - A Saga do Preto Nicolau | 251,00 |

### Grupo 2
Classificação
| Legenda: Promovida |

| Col. | Escola                         | Enredo                                           | Pontos |
| ---- | ------------------------------ | ------------------------------------------------ | ------ |
| 1    | Prova de Fogo                  | Eu Quero                                         | 290,00 |
| 2    | Unidos de São Lucas            | Seu Nenê, o Águia da Central                     | 290,00 |
| 3    | Império do Cambuci             | Caiu na Rede é Samba                             | 280,00 |
| 4    | União Imperial                 | Brasil, Majestade do Universo                    | 278,00 |
| 5    | Unidos de Guaianases           | O Homem Descobriu, Viajar Foi Preciso            | 276,00 |
| 6    | União Independente da Zona Sul | Mil e Uma Noites                                 | 274,00 |
| 7    | Unidos de São Miguel           | Mãe Minha Heroína                                | 272,00 |
| 8    | Mocidade Unida da Mooca        | Qual é o Seu Neste Mundo do Esoterismo           | 269,00 |
| 9    | Brinco da Marquesa             | Amor Que te Quero Amar                           | 264,00 |
| 10   | Unidos de Vila Maria           | Jorge Amado - de Piranji à Literatura Brasileira | 255,00 |

### Grupo 3
Classificação
| Legenda: Promovida |

| Col. | Escola                    | Enredo                                       | Pontos |
| ---- | ------------------------- | -------------------------------------------- | ------ |
| 1    | Acadêmicos do Tatuapé     | São Luis do Maranhão, Sua História, Sua Arte | 196,00 |
| 2    | Raiz da Zona Sul          | Eterna Festa de Saudades                     | 188,00 |
| 3    | União da Vila Prudente    | Raízes - Origens Africanas                   | 186,00 |
| 4    | Malungos                  | Mar de Ilusões                               | 184,00 |
| 5    | Acadêmicos do Ipiranga    | Frutos do Ébano                              | 182,00 |
| 6    | Iracema, Meu Grande Amor  | De Cachoeira do Itapemirim ao Iracema        | 175,00 |
| 7    | Dragões de Vila Alpina    | Astros e Estrelas, A Magia Zodiacal          | 172,00 |
| 8    | Imperatriz da Paulicéia   | Além do Horizonte                            | 171,00 |
| 9    | Império Lapeano           | Floresta Encantada                           | 164,00 |
| 10   | Estação Primeira do Itaim | Festa para um Rei Negro                      | ---    |

### Grupo 4
Classificação
| Legenda: Promovida |

| Col. | Escola                         | Enredo                                                              | Pontos |
| ---- | ------------------------------ | ------------------------------------------------------------------- | ------ |
| 1    | Império de Casa Verde          | Brasil, Um País com Nome de Tinta                                   | 99,00  |
| 2    | Independentes do Jardim Miriam | Cinema, Magia e Sedução                                             | 98,00  |
| 3    | Cachoeira Império do Samba     | Zumbi Quintino no Quilombo do Jabaquara                             | 98,00  |
| 4    | Unidos de Taipas               | Não Entender é Melhor Que Tentar Explicar                           | 90,00  |
| 5    | Folha Azul dos Marujos         | Brasil Menino, O Futuro de Amanhã                                   | 87,00  |
| 6    | Os Bambas                      | Santo Amaro Antigo - A 1ª Siderúrgica de Santo Amaro e das Américas | 83,00  |
| 7    | Ermelinense                    | Ser Sambista Não é Pecado                                           | 82,00  |
| 8    | União Santa Cruz               | Império da Natureza                                                 | 38,00  |
| 9    | Flor da Zona Sul               | Quilombos                                                           | 33,00  |
| 10   | Candeia do Cangaíba            | Candeia no Centrão: Dá Samba e Baião!                               | 31,00  |